# Mount Byrd
Mount Byrd är ett berg i Antarktis. Det ligger i Västantarktis. Inget land gör anspråk på området. Toppen på Mount Byrd är 810 meter över havet, eller 151 meter över den omgivande terrängen. Bredden vid basen är 1,1 km.
Terrängen runt Mount Byrd är kuperad söderut, men norrut är den platt. Trakten är obefolkad. Det finns inga samhällen i närheten. 